# Берцо-Демо
Берцо-Демо (итал. Berzo Demo, ломб. Bèrs Dém) — коммуна в Италии, в провинции Брешиа области Ломбардия.
Население составляет 1847 человек, плотность населения составляет 123 чел./км². Занимает площадь 15 км². Почтовый индекс — 25040. Телефонный код — 0364.
Покровителями коммуны почитаются святые Евсевий из Верчелли, празднование 2 августа, и Лаврентий, празднование 10 августа.